# Parafia Podwyższenia Krzyża Świętego w Podedwórzu
Parafia Podwyższenia Krzyża Świętego w Opolu – parafia rzymskokatolicka w Opolu z siedzibą w Podedwórzu.
Parafia została erygowana 10 lutego 1643 r. Pod koniec 1876 r. władze rosyjskie uznając, że parafia stanowi zagrożenie dla interesów prawosławia nie zezwoliły na ustanowienie nowego proboszcza. Od tego czasu parafię obsługiwali księża z parafii w Sosnowicy. W 1877 roku zabroniono odprawiania nabożeństw w kościele w Opolu, a w 1890 r. budynek został przekazany Cerkwi prawosławnej.
Po ukazaniu się w 1905 r. ukazu tolerancyjnego pozwalającego na odejście z prawosławia setki byłych unitów przeszły na katolicyzm i dążenia do odbudowy parafii wzmogły się. Parafianie próbowali odzyskać kościół, m.in. bezprawnie go zajmując w 1906 r., skąd po kilku miesiącach zostali usunięci przez carską policję. Spór o kościół został ostatecznie rozstrzygnięty w 1910 r. gdy rosyjska Duma odrzuciła interpelację katolików w sprawie odebranego kościoła. Jednocześnie rząd carski wyraził zgodę na budowę nowego kościoła, który został wzniesiony w latach 1911–1914.
Parafia została ponownie erygowana 25 kwietnia 1919r.
Terytorium parafii obejmuje: Antopol, Bojary, Grabówkę, Hołowno, Kaniuki, Mosty, Niecielin, Nowe Mosty, Opole Podedwórze, Piechy, Rusiły, Zahajki-Kolonię oraz Zaliszcze.